# ماريان تشافار
ماريان تشافار هو لاعب كرة قدم بوسني في مركز الوسط، ولد في 2 فبراير 1998 في Prozor-Rama ‏ في البوسنة والهرسك. لعب مع آينتراخت فرانكفورت.

## وصلات خارجية
- ماريان تشافار على موقع الاتحاد الأوربي (الإنجليزية)
- ماريان تشافار على موقع قاعدة بيانات كرة القدم.إي يو (الإنجليزية)
- ماريان تشافار على موقع ناشيونال فوتبول تيمز (الإنجليزية)
- ماريان تشافار على موقع Soccerway.com (الإنجليزية)
- ماريان تشافار على موقع عالم كرة القدم.نت (الإنجليزية)